# Gang Starr

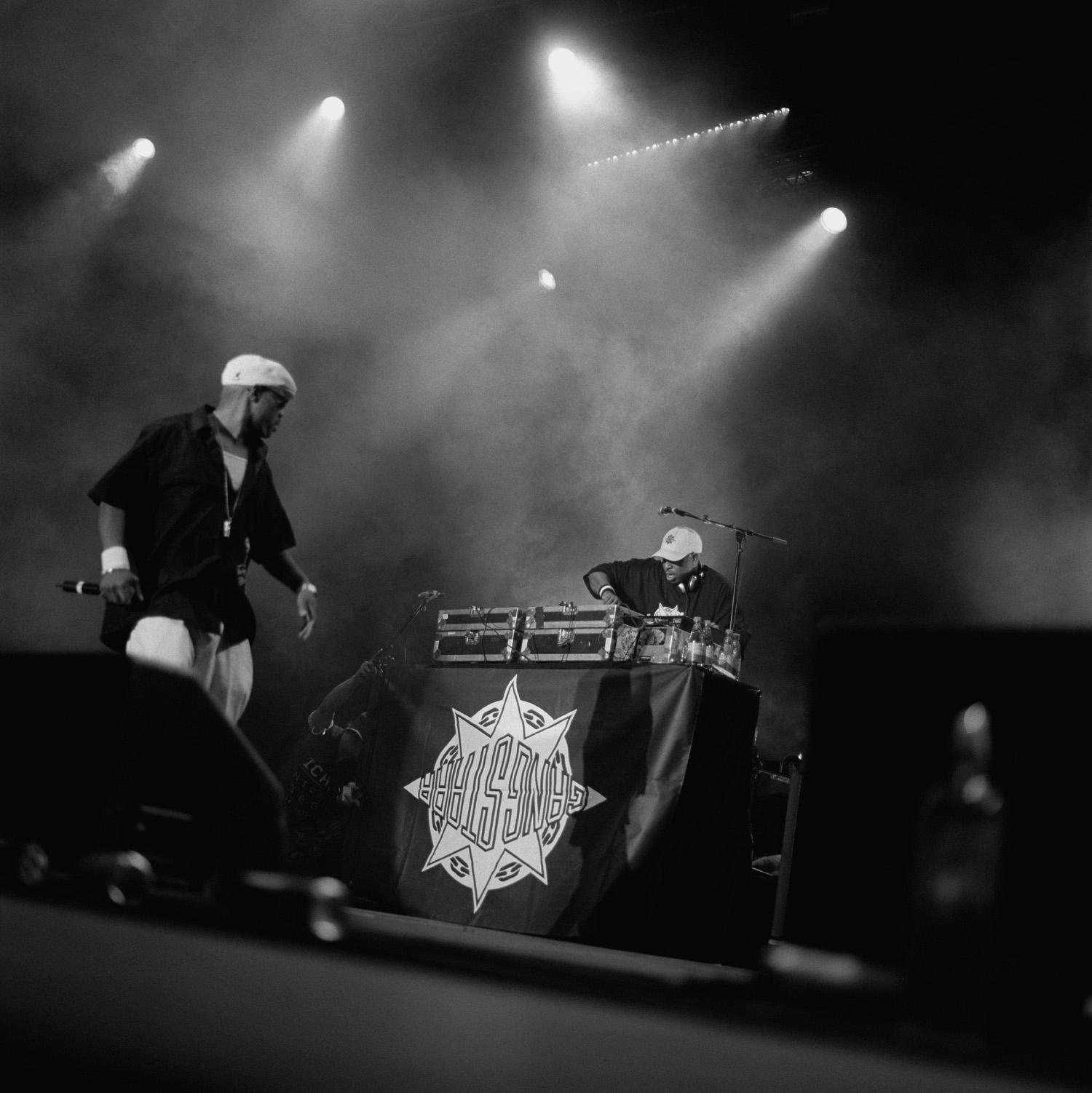
Gang Starr (1999)

Gang Starr bylo americké hip hopové duo, které tvořili rapper Keith "Guru" Elam a producent Christopher "DJ Premier" Martin. Duo je známo tím, že samplovali newyorský jazz a ten poté kombinovali s prvky hip hopu.

## Stručná biografie
Zprvu bostonskou skupinu založil v roce 1985 rapper Guru (tehdy známý jako Keithy E. The Guru), který spolupracoval s DJ 1,2 B-Downem. Po proslavení získali smlouvu u Wild Pitch Records, kde v letech 1987 a 1988 vydali tři singly.
Roku 1989 DJ 1,2 B-Down ukončil svou spolupráci v duu, dále tedy prorážel Guru sám. Nedlouho poté mu poslal beat jeden brooklynský DJ. Tím nebyl nikdo jiný, než DJ Premier (tehdy známý jako Waxmaster C). Guru byl z beatu tak nadšený, že ihned nabídl Premierovi místo v Gang Starr, a tak vzniklo duo, jak je známé dnes. Jejich prvním společným singlem se stala píseň Words I Manifest. Téhož roku vydali u Wild Pitch svůj debut nazvaný No More Mr. Nice Guy.
Jejich alba nikdy nelámala rekordy, ale pomáhala vytvářet typicky newyorský hip hopový styl. Jejich následná alba Step in the Arena (1991), Daily Operation (1992), Hard to Earn (1994) a Moment of Truth (1998) získala vždy kladné kritiky. Posledně jmenované album z roku 1998 je jejich nejúspěšnější. Duo mělo vytipováno pár osobností, s kterými často spolupracovali, ti byli členy tzv. Gang Starr Foundation, kde byl např. rapper Afu-Ra nebo duo M.O.P.
Roku 2003, po pětileté pauze, vydali své poslední album The Ownerz. Od roku 2004 Guru a DJ Peremier spolu přešuli kontakt. O rok později se duo oficiálně rozpadlo. V roce 2010 zemřel po boji s rakovinou zakládající člen dua - Guru - na zástavu srdce.
DJ Premier chtěl po roce 2010 vydat poslední finální album dua, ale nedokázal získat práva na nezveřejněné nahrávky Gurua. Až poré, kdy v roce 2014 přešla práva po soudním sporu mezi rapperovou rodinou a bývalým producentem Solarem, na jeho rodinu, se mohlo album začít připravovat. Jelikož Solarovi zůstala ještě řada vlastních nahrávek s Guruem, musel je DJ Premier v roce 2016 odkoupit. Album začal usilovně dávat dohromady v roce 2018 a vydal ho o rok později pod názvem One of the Best Yet.

## Diskografie

### Studiová alba
| Rok  | Album                                                                                   | Hitparáda | Hitparáda  | Hitparáda | Ocenění   |
| Rok  | Album                                                                                   | US 200    | US Hip-Hop | CAN       | Ocenění   |
| ---- | --------------------------------------------------------------------------------------- | --------- | ---------- | --------- | --------- |
| 1989 | No More Mr. Nice Guy - Vydáno: 22. dubna 1989 - Vydavatel: Wild Pitch, EMI              | -         | 83         | -         | US: /     |
| 1991 | Step In the Arena - Vydáno: 15. ledna 1991 - Vydavatel: Chrysalis, EMI                  | 121       | 19         | -         | US: /     |
| 1992 | Daily Operation - Vydáno: 5. května 1992 - Vydavatel: Chrysalis, EMI                    | 65        | 14         | -         | US: /     |
| 1994 | Hard to Earn - Vydáno: 8. března 1994 - Vydavatel: Chrysalis, EMI                       | 25        | 2          | -         | US: /     |
| 1998 | Moment of Truth - Vydáno: 31. března 1998 - Vydavatel: Noo Tribe, Virgin, EMI           | 6         | 1          | 14        | US: zlaté |
| 2003 | The Ownerz - Vydáno: 24. června 2003 - Vydavatel: Virgin, EMI                           | 18        | 5          | -         | US: /     |
| 2019 | One of the Best Yet - Vydáno: 1. listopadu 2019 - Vydavatel: TTT/Gang Starr Enterprises | 82        | 42         | 65        | US: /     |

### Kompilace
| Rok  | Album                                                                                             | Hitparáda | Hitparáda  | Ocenění   |
| Rok  | Album                                                                                             | US 200    | US Hip-Hop | Ocenění   |
| ---- | ------------------------------------------------------------------------------------------------- | --------- | ---------- | --------- |
| 1999 | Full Clip: A Decade of Gang Starr - Vydáno: 13. července 1999 - Vydavatel: Noo Tribe, Virgin, EMI | 33        | 11         | US: zlaté |
| 2006 | Mass Appeal: Best of Gang Starr - Vydáno: 26. prosince 2006 - Vydavatel: Virgin, EMI              | -         | -          | US: /     |

### Úspěšné singly
- 1992 - "Ex Girl To Next Girl"
- 1994 - "Mass Appeal"
- 1994 - "Code of the Streets"
- 1998 - "You Know My Steez"
- 1998 - "The Militia" (ft. Big Shug a Freddie Foxxx)
- 1999 - "Disciple" (ft. Total)
- 1999 - "Full Clip"
- 2002 - "Skills"